# ريكي ستانيكي
ريكي ستانيكي (بالإنجليزية: Ricky Stanicky)‏ فيلم كوميديا أميركي من إخراج بيتر فاريلي. وبطولة جون سينا وزاك إيفرون وجيرمين فاولر وأندرو سانتينو.

## القصة
قرر ثلاثة من أصدقاء الطفولة (دين وويس وجي تي) إجراء مزحة على أحد جيرانهم في ليلة الهالوين عن طريق إشعال النار في كيس به براز الكلاب وتركه على عتبة بابهم. لسوء الحظ، ينتشر الحريق إلى فزاعة الجيران. بعد فشله في إطفاء الحريق، يأخذ دين إحدى قطع أزياءهم ويكتب عليها اسم "ريكي ستانيكي". تعتقد الشرطة بعد ذلك أن ريكي ستانيكي كان طفلاً خارج المدينة هو الذي بدأ المزحة. بعد عشرين عامًا، استمر الثلاثي في استخدام ريكي ستانيكي ككبش فداء/ ذريعة للتخلي عن التزامات الحياة وتجنب الوقوع في المشاكل. بعد الكذب والهرب من حفل استقبال المولود الجديد لزوجته جي تي، سوزان. وأثناء وجودهم في أتلانتيك سيتي بعد الكذب، التقوا بـ روك-هارد رود، وهو ممثل ومقلد يغني محاكاة ساخرة للأغاني الشعبية. لاحقا يكتشف دين بعد أعاد تشغيل هاتفه، أن سوزان دخلت المخاض قبل ستة أسابيع من الولادة، مما أجبر دين وجي تي وويس على الإسراع بالعودة.في المستشفى، علم الثلاثي أن سوزان أنجبت بالفعل طفلاً، وهو صبي اسمه ويتاكر. حمات جي تي العنيدة والمريبة، ليونا، لا تصدق أن ريكي ستانيكي حقيقي. تخبر ليونا الثلاثي أن ريكي مدعو إلى حفل ختان الطفل، لذلك تتوقع رؤيته هناك. بينما يعتقد ويس أن الوقت قد حان لكي يصبحوا صادقين، يخطر ببال دين فكرة تعيين ممثل ليلعب دور ريكي ستانيكي، ويعين رود لتولي هذا الدور.

## الممثلون
- جون سينا بدور: ريكي ستانيكي (رود)
- زاك إيفرون بدور: دين
- جيرمين فاولر بدور: ويس
- أندرو سانتينو بدور: جي تي
- ليكس سكوت ديفيس بدور: إيرين
- أنجا سافسيتش بدور: سوزان
- جيف روس بدور: الحاخام جرينبيرج
- ويليام إتش ميسي بدور سمرهيز
- ناثان جونز بدور: بيغ بن
- ديبرا لورانس بدور: السيدة ليفين
- هيذر ميتشل بدور: ليونا
- دانيال مونكس بدور كيث
- جين بادلر بدور: ميريام سمرهيز
- أبل فاريلي بدور: كارلي
- مارتا كازماريك بدور: ميمي جاكوبس
- ريان شيلتون بدور: فيليب
- جيم كنوبيلوك بدور: بيلينغز
- زين جيسنر بدور: المدير التنفيذي لشركة World River

بالإضافة إلى ذلك، يصور مارك ريبيليت وستان غرانت نفسيهما.

## الإنتاج
تم التصوير في ملبورن، أستراليا، في فبراير ومارس 2023، مع مضاعفة ملبورن لبروفيدنس، رود آيلاند. حصل الفيلم على دعم مالي من برامج حوافز الموقع الأسترالية وحوافز الشاشة الفيكتورية.

## روابط خارجية
- ريكي ستانيكي على موقع IMDb (الإنجليزية)
- ريكي ستانيكي على موقع ميتاكريتيك (الإنجليزية)
- ريكي ستانيكي على موقع روتن توميتوز (الإنجليزية)
- ريكي ستانيكي على موقع ألو سيني (الفرنسية)
- ريكي ستانيكي على موقع فيلمافينيتي (الإسبانية)
- ريكي ستانيكي على موقع قاعدة بيانات الفيلم (الإنجليزية)
- ريكي ستانيكي على موقع ليتربوكسد (الإنجليزية)
- ريكي ستانيكي على موقع كينوبويسك (الروسية)